# Cantone di Flers-Sud
Il Cantone di Flers-Sud era una divisione amministrativa dell'arrondissement di Argentan.
È stato soppresso a seguito della riforma complessiva dei cantoni del 2014, che è entrata in vigore con le elezioni dipartimentali del 2015.
Comprendeva parte della città di Flers e i comuni di:
- La Chapelle-au-Moine
- La Chapelle-Biche
- La Lande-Patry
- Landigou
- Landisacq
- Saint-Paul
- La Selle-la-Forge